# Etno glazba
Etno glazba ili etno-glazba, često samo etno ili ethno, podvrsta je zabavne glazbe koja u popularnu glazbu uključuje prpeoznatljive sastavnice narodne (folk) tj. tradicijske glazbe, poput melodike, metrike, ritmike i harmonije. Drugim riječima, to je komercijalizirana i estradizirana narodna ili tradicijska glazba.
Obuhvaća više žanrova, kao što su neofolk, folk rock, turbofolk i ini.
U Hrvatskoj su razvijeni klapski i tamburaški pop. Poznatiji izvođači su: Kvartet Gubec, Čipkice, Čuvarice, Lidija Bajuk, Dunja Knebl, različiti tamburaški sastavi i klape.